# بطارية السيارة

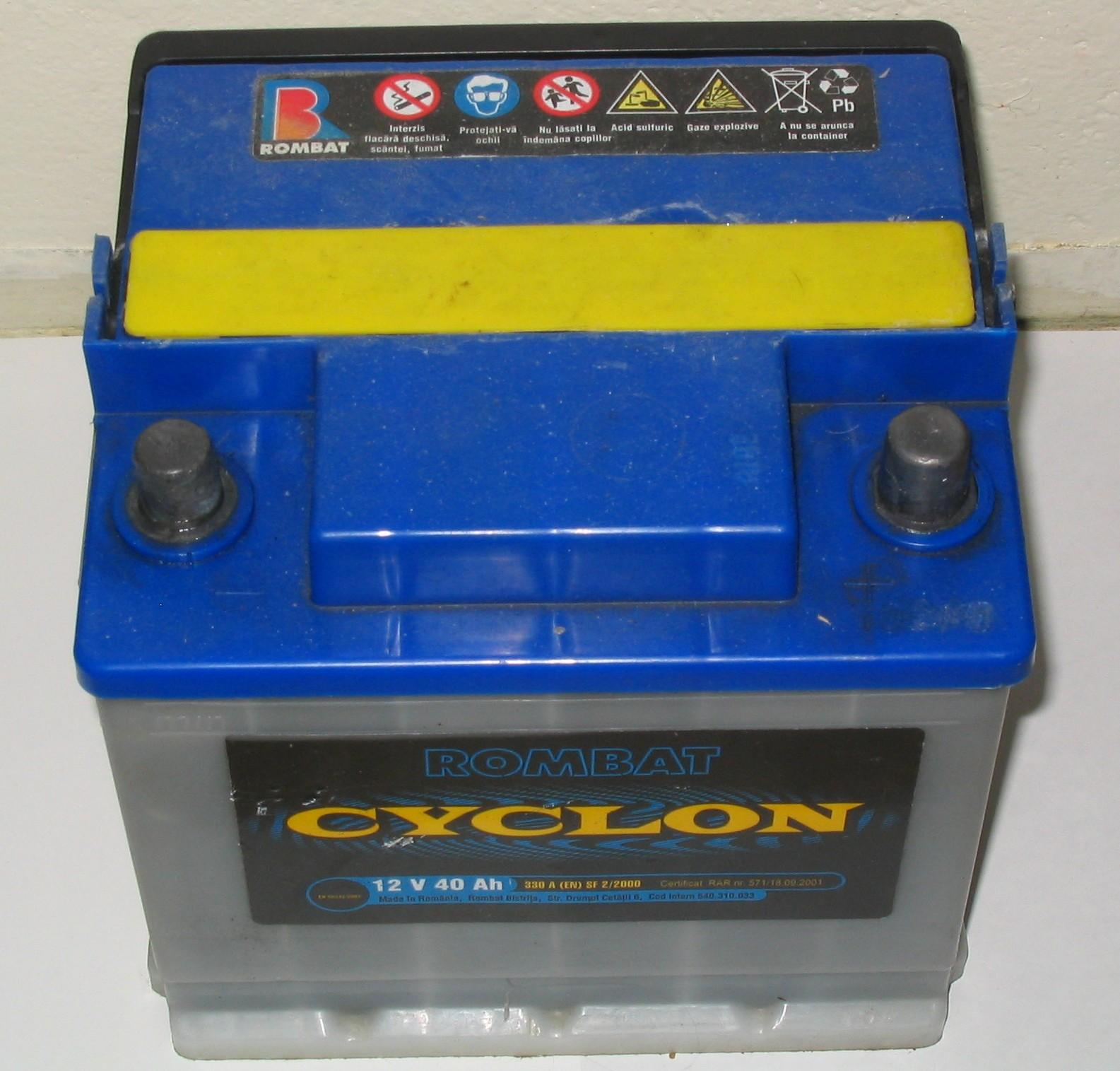
12 بطارية السيارة (بطارية الرصاص) 12 فولت 40 Ah

بطارية السيارة هي نوع من البطاريات التي يمكن إعادة شحنها. وهي تعمل على بدء تشغيل المحرك الكهربائي الذي يعمل على تشغيل محرك الاحتراق الداخلي سواءً كان يعمل بالبنزين أو بالديزل، وتعمل على اللإنارة وتشغيل الاحتراق الداخلي في السيارة. وهناك نوع آخر من بطاريات السيارات بدأت في الظهور حديثاً وهي تعمل على تشغيل سيارة كهربائية بحتة، أي تعمل بالكهرباء بصفة تامة من دون الحاجة إلى وقود، وتكون بطاريات هذا النوع الأخير أكبر كثيرا عن بطارية السيارة العادية، وغالبا ما تختلف عنها من ناحية طريقة البناء والتكوين.
وبطارية السيارة العادية التي تستعمل لبدء تشغيل السيارة تكون عادة بطارية الرصاص ذات فرق جهد 12 فولت، مكونة من 6 خلايا من الخلايا الجلفانية موصلة على التوالي . وتنتج كل خلية منهم 2,1 فولت فتكون محصلة التوصيل 12,6 فولت عندما تكون كاملة الشحن. وتتكون بطارية الرصاص من ألواح من الرصاص متبادلة مع ألواح من أكسيد الرصاص وكلاهما مغطس في محلول حامض الكبريتيك بتركيز 35 % وماء بنسبة 65 %. ويتفاعل هذا النظام تفاعلا كيميائيا تتحرر منه إلكترونات، وينشأ فرق جهد بين ألواح الرصاص وألواح أكسيد الرصاص ويتولد تيار كهربائي عند توصيل قطبي البطارية.
عند تشغيل البطارية يتفاعل الحامض - ويسمى بالعربية كهرل - مع الألواح منتجا كبريتات الرصاص. وعند شحن البطارية ينعكس التفاعل الكيميائي بحيث يتحول كبريتات الرصاص إلى أكسيد الرصاص ورصاص. بذلك تستعيد ألواح البطارية تركيبها الأصلي، ويمكن للبطارية أن تعمل من جديد.

## كيمياءبطارية الرصاص
تحتوي كل خلية من الخلايا الست المكونة لبطارية الرصاص على قطب من معدن الرصاص (Pb) وقطب من أكسيد الرصاص (PbO2) في محلول حامض الكبريتيك H2SO4 بتركيز نحو 5و33 %. عند تفريغ البطارية تتحول ا الألواح إلى كبريتات الرصاص (PbSO4) ويفقد الكهرل (المحلول) حامض الكبريتيك ويصبح تقريبا ماء.
ويمكن كتابة معادلات التفاعل في حالة تشغيل البطارية كالآتي :
المصعد Anode(تأكسد):
{\displaystyle {\mbox{Pb}}(s)+{\mbox{HSO}}_{4}^{-}(aq)+{\mbox{H}}_{2}{\mbox{O}}(l)\leftrightarrow {\mbox{PbSO}}_{4}(s)+{\mbox{H}}_{3}{\mbox{O}}^{+}(aq)+2e^{-}\quad \epsilon ^{o}=-0.356\ \mathrm {V} }
المهبطCathode (اختزال):

{\displaystyle {\mbox{PbO}}_{2}(s)+3{\mbox{H}}_{3}{\mbox{O}}^{+}(aq)+{\mbox{HSO}}_{4}^{-}(aq)+2e^{-}\leftrightarrow {\mbox{PbSO}}_{4}(s)+5{\mbox{H}}_{2}{\mbox{O}}(l)\quad \epsilon ^{o}=1.685\ \mathrm {V} }
في المعادلة الأولى يتحول لوح الرصاص إلى كبريتات الرصاص. ويرمز الرمز (s) إلى الحالة الصلبة للوح، كما يعني الرمز (aq) إلى الحالة السائلة للمحلول.
يؤدي التفاعل عند المصعد إلى تولد جهد كهربي قياسي، مقداره -0.356 فولت،
ويؤدي التفاعل الجاري عند المهبط إلى تولد جهد كهربي قياسي، مقداره 1.685 فولت،
ونحصل على فرق الجهد الكلي للبطارية بطرح هذين الجهدين حسابيا :
فرق جهد البطارية : 685و1 - (-356و0) = 2 فولت
ويقدر فرق الجهد الحسابي للخلية 2 فولت (أي عند عدم مرور تيار في الخلية). وبمعرفة أن بطارية السيارة تحتوي علي 6 من تلك الخلايا موصلة على التوالى تكون محصلة الجهد الكلية 12 فولت للبطارية.

ونظرا لانفتاح خلايا البطارية في كثير من بطاريات هذا النوع يتولد أثناء شحن البطارية بواسطة مصدر خارجي قوي، يتولد غازي الهيدروجين والأكسجين بسبب تحليل الماء. وهذا المخلوط الغازي إنما هو مخلوط انفجاري ،إذ تكفي شرارة صغيرة لينفجر المخلوط الغازي. كما يجب معرفة أن الكهرل (المحلول الحامضي) مادة آكلة تـُفسد المواد ويجب عدم ملامستها. (وإذا حدث فرضا تلامس اليد مع الحامض فيجب غسل اليد سريعا بكثير من الماء).
وعادة لا تصنع بطارية السيارة من الرصاص النقي، حيث يضاف إلى الألواح كميات قليلة من القصدير أو السيلينيوم أو الكالسيوم.